# 平阳公主 (夏侯颇之妻)
平阳公主，西汉武帝时公主，生父不详，母孙氏。王先谦认为公主的头衔史书记载有误，不是平阳二字。
平阳公主嫁给了夏侯婴的曾孙夏侯颇，平阳公主随母家的姓，号称孙公主，所以夏侯婴的子孙也更改为孙姓。